# Ajla Hadžić
Ajla Hadžić, född 25 april, 1995, är en volleybollspelare (passare). 
Hon började sin seniorkarriär i OK Kula Gradačac, i den bosniska högstaligan. Hon har sedan under hela sin karriär spelat i bosniska klubbar. Hadžić spelar med Bosnien och Hercegovinas landslag och har med dem deltagit i EM 2021 och vunnit European Silver League 2021.